# 美國法典第50編
美國法典第50編（英語：Title 50 of the United States Code）概述了美國法典在戰爭和國防的作用。
- 美國法典第50编第1章: 國防委員會（英语：Council of National Defense）
- 美國法典第50编第2章: 軍械和防禦委員會（已廢除）
- 美國法典第50编第3章: 外國敵人
- 美國法典第50编第4章: 美国1917年间谍法 （廢除/轉移）
- 美國法典第50编第4a章: 拍照、素描、測繪等、防禦設施（已廢除）
- 美國法典第50编第4b章: 機密資訊的揭露（已廢除）
- 美國法典第50编第4c章: 原子武器及特殊核武材料資訊獎勵（1955年原子武器獎勵法案）（英语：Atomic Weapons Rewards Act of 1955）
- 美國法典第50编第5章: 軍械庫、軍械庫、武器和戰爭物資
- 美國法典第50编第6章: 故意破壞戰爭或國防物資等（已廢除）
- 美國法典第50编第7章: 幹擾美國信鴿（已廢除）
- 美國法典第50编第8章: 炸藥；製造、分銷、儲存、使用和持有受到監管（1917年聯邦爆炸物法）（英语：Federal Explosives Act of 1917） (repealed)
- 美國法典第50编第9章: 航空器（廢除/轉移/省略）
- 美國法典第50编第10章: 氦氣（1925年氦氣法案）
- 美國法典第50编第11章: 國防用途土地的購買和支出（廢除/轉移/省略）
- 美國法典第50编第12章: 美國領海船隻
- 美國法典第50编第13章: 反叛亂法
- 美國法典第50编第14章: 陸地和海軍戰時投票（廢除）
- 美國法典第50编第15章: 國家安全（轉移，1947年國家安全法案）
- 美國法典第50编第16章: 國防工業儲備（英语：Defense Industrial Reserve Act）
- 美國法典第50编第17章: 武裝美國船隻（已廢除）
- 美國法典第50编第18章: 空氣警告螢幕
- 美國法典第50编第19章: 导弹
- 美國法典第50编第20章: 风洞
- 美國法典第50编第21章: 馬尼拉麻蕉生產（省略）
- 美國法典第50编第22章: 統一軍法典已廢除 – 參見美國法典第10編
- 美國法典第50编第22a章: 武裝部隊人員在外國司法法庭的代表權（已廢除）
- 美國法典第50编第23章: 內部安全（麥卡倫國內安全法）
- 美國法典第50编第24章: 國防設施（廢除）
- 美國法典第50编第25章: 武裝部隊預備役（廢除/省略）
- 美國法典第50编第26章: 用於國防目的的禮物（已廢除）
- 美國法典第50编第27章: 後備軍官人員計劃（廢除/省略）
- 美國法典第50编第28章: 美国联邦军事院校被任命的武裝部隊人員的狀況（已廢除）
- 美國法典第50编第29章: 國防合約
- 美國法典第50编第30章: 聯邦缺席投票援助（聯邦投票援助計劃）（英语：Federal Voting Assistance Program）（調動）
- 美國法典第50编第31章: 政府間關係諮詢委員會（英语：US Advisory Commission on Intergovernmental Relations）（調動）
- 美國法典第50编第32章: 化學和生物戰計劃
- 美國法典第50编第33章: 战争权力决议
- 美國法典第50编第34章: 國家緊急狀態法（英语：National Emergencies Act）
- 美國法典第50编第35章: 国际紧急经济权力法
- 美國法典第50编第36章: 外國情報監視法（英语：Foreign Intelligence Surveillance Act）
- 美國法典第50编第37章: 國家安全獎學金、獎學金和助學金（1991年國家安全教育法）（英语：National Security Education Act of 1991）
- 美國法典第50编第38章: 中央情報局退休和殘疾（中央情報局退休法）（英语：Central Intelligence Agency Retirement Act）
- 美國法典第50编第39章: 戰利品
- 美國法典第50编第40章: 大规模杀伤性武器防禦
- 美國法典第50编第41章: 國家核安局（英语：National Nuclear Security Administration）
- 美國法典第50编第42章: 原子能防禦規定
- 美國法典第50编第43章: 防止大規模殺傷性武器擴散和恐怖主義
- 美國法典第50编第44章: 國家安全
- 美國法典第50编第45章: 繁雜情報界當局
- 美國法典第50编第46章: 中央情報局
- 美國法典第50编第47章: 國家安全局
- 美國法典第50编第48章: 國防部合作減少威脅
- 美國法典第50编第49章: 軍事兵役
- 美國法典第50编第50章: 軍人民事救濟
- 美國法典第50编第51章: 戰爭索賠
- 美國法典第50编第52章: 二戰時期日裔美國人和阿留申人被拘留的賠償
- 美國法典第50编第53章: 與敵人交易
- 美國法典第50编第54章: 商船銷售（廢除/轉讓）
- 美國法典第50编第55章: 國防生產法
- 美國法典第50编第56章: 出口管理
- 美國法典第50编第57章: 根據《澄清法》提出的索賠
- 美國法典第50编第58章: 出口管制改革

## 外部連結
- . 美国政府出版局.   [2024-05-07]. （原始内容存档于2016-03-10）.
- U.S. Code Title 50 （页面存档备份，存于）, via 康奈尔大学
- . 康奈尔大学.   [2024-05-07]. （原始内容存档于2019-10-09）.